# Pascual De Rogatis
Pascual de Rogatis (Teora, 16 de mayo de 1880-Buenos Aires, 2 de abril de 1980) fue un músico y compositor italiano naturalizado argentino. 
Fue un compositor de obras sinfónicas y un auténtico protagonista de la vida musical argentina de las primeras décadas del siglo XX.

## Biografía
De Rogatis, el 16 de mayo de 1880 nació en Teora, una pequeña localidad italiana ubicada a 130 km al noreste de Roma. Era hijo de Vicente de Rogatis y Filomena Forcella. A los 3 años de edad, se mudó con su familia a Buenos Aires (Argentina), donde se instaló y posteriormente completó sus estudios musicales y su carrera en esta disciplina. 
A diferencia de otros compositores argentinos de su generación, De Rogatis no tuvo la posibilidad de realizar una formación formal académica en Europa por lo que a los catorce años ingresó al entonces Conservatorio de Música de Buenos Aires (también conocido como, Conservatorio Williams). Estudió con los maestros Pietro Melani y Rafael Díaz Albertini. Por otro lado contó con la guía de Julián Aguirre en Teoría y Solfeo y Alberto Williams en Composición y Dirección Orquestal. Fue galardonado con el Primer Premio de Violín en 1899, Primer Premio de Solfeo en 1898 y Gran Premio de Composición en 1906, para el cual se organizó un concierto exclusivamente dedicado a obras. Este incluyó incluyó el Preludió Sinfónico (1903),  el poema sinfónico Marko y el hada (1904), basado en una leyenda danubiana de Máximo Gorki y el poema sinfónico Belkiss en la selva (1906), basado en una novela de Eugenio de Castro. Además obtuvo el primer premio en un concurso organizado por la revista Caras y Caretas el cual consistió en un piano el cual utilizó a lo largo de toda su vida.
Más allá de la influencia europea que De Rogatis sintió producto de su acercamiento a las composiciones de Richard Wagner o Claude Debussy, en las primeras décadas de su carrera hubo un marcado interés por los temas de índole indigenista. Así lo demuestra su poema sinfónico Zupay donde tomó una leyenda quichua del libro El País de la Selva de Ricardo Rojas, que también sirvió de inspiración al compositor en sus futuras obras Huemac y Ollantay. Musicalmente, De Rogatis se inspiró en un fragmento de una vidala salteña, que le facilitó un crítico musical del diario La Nación y que explotó para todo el desarrollo de la obra. Se encuentra dividida en tres números: Zupay en la selva, El alma de Zupay, y Transfiguración. La obra fue estrenada en la temporada de conciertos de la Exposición del Centenario de la Revolución de Mayo, recibiendo muy buena acogida por parte del público.
Luego de sustituir a Gino Marinuzzi en la composición de ocho números de música incidental para la tragedia de Tommaso Salvini, Anfión y Zeto (1915), los directivos del Teatro Colón pidieron a De Rogatis una ópera para que sea estrenada en el Teatro alla Scala de Milán. De Rogatis quien había comenzado a trabajar en su ópera Huemac en 1913, solicitó que considerando el estilo y el tema de la obra, la misma fuera primero representada en Buenos Aires. Huemac fue finalmente estranada el 22 de julio de 1916 en el Teatro Colón con De Rogatis como director, y un elenco italiano conformado por Giulio Crimi (Huemac), Gilda Dalla Rizza (Xiutzal), Jaqueline Royer (Mayabel), N. Merli (Ixicohuatl), Amedeo Bettazoni (Caballero de la Esmeralda), Alfredo Belletti (Caballero del Águila) y S. Viscardi (Emisario). Las decoraciones estuvieron a cargo de Jorge Bermúdez, quien se había documentado extensamente en arqueología y etnografía mexicana para la concepción de esta obra. La coreografía por su parte estuvo a cargo de Giovanni Cammarano.
El libreto fue escrito por Edmundo Motagne quien ya había trabajado como libretista en otras óperas de raíz americanista. Originalmente escrito en español, fue luego traducido al italiano por Comunardo Braccialarghe, editor del periodo argentino de lengua italiana llamado L'Italia del popolo.

Huemac es una leyenda tolteca tomada de la mitología mexicana. Huemac era una especie de Moisés tolteca, cuya manera de gobernar y de vivir lo asemejan a un cristiano, aunque el desconocía la existencia de Cristo. Huemac hizo una fiesta popular en que los indios empezaban rezando y terminaban borrachos. Después de la fiesta, cuando estaban ebrios, aparece Ixicohuatl, el rev enemigo, símbolo del mal, y lo desafía a pelear. Huemac cae herido, pero antes de morir habla a su pueblo y les dice que el hombre blanco reinará.... A mi la leyenda me atrajo por la profecía y por el conflicto entre el bien y el mal. Para la música me gustó porque tenía la oración y la danza orgiástica.
De Rogatis, 1973

La obra se basa en la leyenda de Huemac II, el último rey tolteca. En lo musical, De Rogatis no se basó en ninguna investigación etnomusicológica acerca de los aztecas, sino que realizó la composición siguiendo su propia intuición armónica para recrear el ambiente de la obra. La composición se vio influenciada por su descubrimiento del Tratado de Armonía del maestro belga François-Auguste Gevaert donde reconoció el uso de la escala pentatónica por parte de los pueblos primitivos. Sobre esta base y guiándose esencialmente por la intuición, dedujo un modo pentatónico mayor para oponer al pentatónico menor. Si bien el uso parcial de las escalas pentatónicas en los diversos motivos melódicos de la obra otorgan un aire ancestral; el sofisticado tratamiento armónico, orquestal y formal colocan a la obra dentro del marco de la ópera europea.
Huemac obtuvo un rotundo éxito y recibió el Premio Municipal de Música en 1916. Luego de su estreno en Argentina, se representó rápidamente en el Teatro Solís de Montevideo, el Teatro Municipal de San Pablo, y el Teatro Municipal de Río de Janeiro, en todos los casos bajo la dirección de De Rogatis. Fue estrenada en el Teatro Costanzi de Roma en 1917 por la compañía Mocchi-Da Rosa y bajo la dirección de Edoardo Vitale, debido a que De Rogatis no pudo viajar producto de la Primera Guerra Mundial. La partitura orquestal de Huemac se encuentra actualmente desaparecida y lo único que se preserva es una versión completa de la obra para voz con acompañamiento de piano y una versión orquestal de la Danza de Huemac. Esta última, editada por la Comisión Nacional de Cultura en el año 1943, ha adquirido un considerable reconocimiento independiente por fuera de la obra, debido a la frescura, la instrumentación imaginativa rica en colores tímbricos, y una sólida estructura formal. Ya en el siglo XXI, fue interpretada por la Orquesta Filarmónica de Buenos Aires en el concierto de reapertura del Teatro Colón el 24 de mayo de 2010.
Dentro de la misma linea de estética indigenista se destacan, las Evocaciones Indígenas para cuarteto y sexto de cuerdas, el ballet Caaporá, inspirado en la leyenda guaraní de Urutaú, y los tres preludios para la tragedia incaica Ollantay de Ricardo Rojas, cuya partitura se perdió en el mar al ser torpedeado el barco inglés que la conducía durante la Primera Guerra Mundial. De la misma época es el poema sinfónico La fiesta del Chiqui. 
En 1918, De Rogatis compuso el poema en cuatro partes para piano titulado El Viento, inspirado en la fábula homónima de Edmond Haraucourt. Esta obra fue parte del repertorio del pianista español Ricardo Viñes quien lo interpretó en París y otras ciudades europeas. La obra está dividida en cuatro partes: Primavera, Verano, Otoño e Invierno, siguiendo un modelo ya utilizado por una gran cantidad de compositores como Antonio Vivaldi. De Rogatis realizó una versión coreográfica de la obra que fue representada en el Teatro l'Œuvre en París.  
En 1920, compone el poema sinfónico Atipac, estrenada en 1925 por Ernest Ansermet en 1925 en el Teatro Politeama de Buenos Aires. Esta obra, lleva como subtítulo Escenas de la selva americana, y describe escenas de la vida del héroe mitológico americano Atipac. La obra consta de tres fragmentos donde se representan, las luchas del protagonista contra las fieras del bosque y los espíritus del mal; el dúo de amor entre el guerrero y su amada, y finalmente la fiesta de esponsales, de naturaleza pujante y dinámica. De Rogatis utiliza en esta obra una variedad de elementos sonoros indígenas que alternan paisajes suaves y melancólicos con momentos de importante tensión y opulencia orquestal.
Dentro del género vocal de cámara compuso obras de interés entre las que se encuentran, Tres Poemas, serie integrada por Nocturno (Ricardo Rojas), La campiña dormida (Rafael de Diego), y Marina (José M. Pardo). Las Cinco canciones argentinas, que dejan de manifiesto la importante relación que mantenía la obra de De Rogatis con el cancionero argentino, y que se encuentran compuestas por una Vidala, una Chacarera, un Yaraví, un Gato, y una Canción de Cuna. También dentro de este género se encuentran las canciones Nevermore (Rafael de Diego), A ti, única (Leopoldo Lugones), y Coplas (Miguel A. Camino); incluidas todas ellas en el álbum de Homenaje a Julián Aguirre y Alamo Serrano.
En marzo de 1928, en apenas 20 días, compuso la música de Himno a Bahía Blanca, himno oficial de la ciudad de Bahía Blanca, sobre la letra escrita por Carlos Alberto Leumann, poeta y periodista argentino, himno encargado para celebrar el centenario de la fundación de la ciudad.
Una mención especial merece la ópera en cuatro actos La Novia del Hereje (La Inquisición en Lima), con un libreto de Tomás Allende Iragorri, inspirado en la novela homónima de Vicente Fidel López. La obra tuvo una larga gestación que comenzó en 1924 y se prolongó hasta su estreno en el Teatro Colón el 13 de junio de 1935 bajo la dirección de Ferruccio Calusio. En esta obra, De Rogatis continúa una misma linea de tendencia claramente nacionalista, pero en esta oportunidad, la acción se sitúa en el Virreinato del Perú. La obra llegó a ser considerada por De Rogatis como mayor y más importante obra. Luego de su estreno, la obra fue reproducida en varias oportunidades en el Teatro Colón de Buenos Aires.
La gran parte de su producción permanece inédita y sin difusión, salvo las obras impresas para piano o canto y piano.
A la par de su labor como compositor, desarrolló una intensa actividad como docente en el Conservatorio de Buenos Aires, donde fue profesor asistente de violín, y en el Conservatorio Nacional de Música y Arte Escénico, con la Cátedra de Violín, Música de Cámara, y Acústica. Estuvo atento a permitir el desarrollo de las denominadas técnicas experimentales y en un reportaje señaló "Todo. Se debe enseñar todo. Porque siempre hay en todas las cosas algo de interesante. Todo lo que imagina la humanidad tiene algo de interesante". 
A lo largo de su trayectoria recibió numerosos premios entre los que se encuentran el Premio de la Asociación Wagneriana de Buenos Aires por su obra El Viento (1918), el Premio Municipal por sus trabajos sinfónicos Atipac (1921), Suite americana (1924), La fiesta del Chiquí (1935), y las Cinco Canciones Argentinas (1923); y el premio Premio Nacional de 1942 por su suite sinfónica Estampas Argentinas (1942).
De Rogatis tuvo un profundo conocimiento de las tradiciones musicales de los antiguos pueblos americanos. Sus obras representan un hito en la historia de la música argentina por lo que su destacada figura se encuentra junto a la de otros como Alberto Williams, Arturo Berutti y Julián Aguirre.
Murió víctima de una trombosis cerebral en la ciudad de Buenos Aires el 2 de abril de 1980, casi un mes antes de cumplir cien años.